# Centennial Stadium
El Centennial Stadium es un estadio ubicado en el campus de la Universidad de Victoria en Victoria, Columbia Británica, Canadá. La instalación fue construida como un proyecto centenario canadiense de 1967 para celebrar el centenario de la confederación canadiense.